# Титово (Калузька область)
Титово (рос. Титово) — село в Ферзиковському районі Калузької області Російської Федерації.
Населення становить 140 осіб. Входить до складу муніципального утворення Октябрська сільрада.

## Історія
Від 2004 року входить до складу муніципального утворення Октябрська сільрада

## Населення
| 2002 | 2010 | 2011 |
| ---- | ---- | ---- |
| 107  | ↗124 | ↗140 |